# (100717) 1998 BL23
(100717) 1998 BL23 es un asteroide perteneciente al cinturón de asteroides descubierto el 25 de enero de 1998 por el equipo del Spacewatch desde el Observatorio Nacional de Kitt Peak, Arizona, Estados Unidos.

## Designación y nombre
Designado provisionalmente como 1998 BL23.

## Características orbitales
1998 BL23 está situado a una distancia media del Sol de 2,285 ua, pudiendo alejarse hasta 2,540 ua y acercarse hasta 2,031 ua. Su excentricidad es 0,111 y la inclinación orbital 9,689 grados. Emplea 1262,24 días en completar una órbita alrededor del Sol.

## Características físicas
La magnitud absoluta de 1998 BL23 es 16. 